# Leptadrillia elissa
Leptadrillia elissa é uma espécie de gastrópode do gênero Leptadrillia, pertencente a família Drilliidae.